# Túc Đán
Túc Đán là một xã thuộc huyện Trạm Tấu, tỉnh Yên Bái, Việt Nam.

## Địa lý
Xã Túc Đán nằm ở phía bắc huyện Trạm Tấu, có vị trí địa lý:
- Phía đông giáp thị xã Nghĩa Lộ và huyện Văn Chấn
- Phía tây giáp tỉnh Sơn La
- Phía nam giáp xã Xà Hồ và xã Pá Lau
- Phía bắc giáp huyện Mù Cang Chải và huyện Văn Chấn.

Xã Túc Đán có diện tích 144,46 km², dân số năm 2019 là 3.598 người, mật độ dân số đạt 24 người/km².

## Hành chính
Xã Túc Đán được chia thành 7 thôn: Háng Tầu, Làng Ninh, Làng Tống, Pá Khoang, Pá Tê, Tà Chử, Trống Tầu.